# 몰디브의 지리

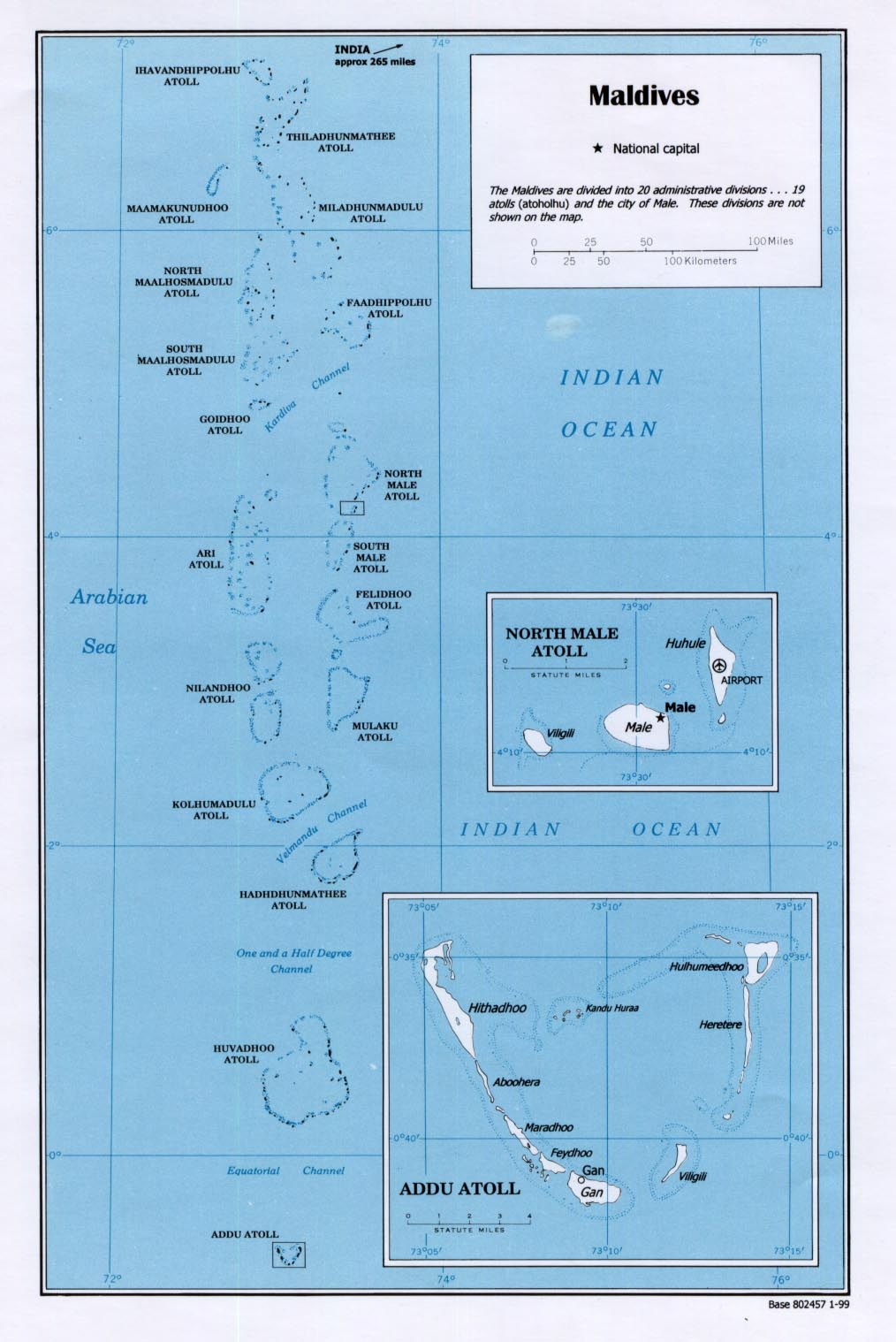

몰디브는 인도 남-남서부 동아시아 인도양에 위치한 섬나라이다.
인도의 남단 코모린 곶 남서 해상에 남북으로 뻗은 몰디브는 2,000여개의 산호초로 되어 있다. 220개의 섬에 32만명이 살고 있을 뿐 나머지는 야자수와 잡초가 우거진 무인도이다. 1965년에 독립. 농업은 보잘것이 없어 식량의 대부분을 인도에 의존하고 있으나 수산업은 활발하다. 최근에는 관광사업으로 많은 외화를 벌어들이고 있다.
몰디브의 가장 큰 섬은 간섬(Gan)으로, 라무 환초 또는 하두마티 몰디브(Hahdhummathi Maldives)에 속해 있다.
지리적 좌표는 다음과 같다: 북위 3° 15′  동경 73° 00′  / 북위 3.250°  동경 73.000° 